# Postcards from the Edge
Postcards from the Edge is een Amerikaanse filmkomedie uit 1990 onder regie van Mike Nichols. De film is gebaseerd op de gelijknamige roman uit 1987 van de Amerikaanse schrijfster en actrice Carrie Fisher.

## Verhaal
Suzanne Vale is een filmactrice met een drugsverslaving. Ze is zojuist ontslagen uit een ontwenningskliniek en wil nu haar carrière in Hollywood hervatten. Als ze eindelijk een nieuwe filmrol krijgt aangeboden, stelt de studio voor dat ze intrekt bij haar moeder Doris Mann. Als een succesvolle filmster speelt zij immers zelf ook een rol in de film. Vale heeft echter een complexe relatie met haar moeder en tracht haar al jaren te ontwijken.

## Rolverdeling
| Acteur           | Personage       |
| ---------------- | --------------- |
| Meryl Streep     | Suzanne Vale    |
| Shirley MacLaine | Doris Mann      |
| Dennis Quaid     | Jack Faulkner   |
| Gene Hackman     | Lowell Kolchek  |
| Richard Dreyfuss | Dr. Frankenthal |
| Annette Bening   | Evelyn Ames     |
| Oliver Platt     | Neil Bleene     |
| Rob Reiner       | Joe Pierce      |
| Mary Wickes      | Grootmoeder     |
| Conrad Bain      | Grootvader      |
| Simon Callow     | Simon Asquith   |